# Ковалевич, Денис Русланович
Денис Русланович Ковалевич (бел. Дзяніс Руслановіч Кавалевіч; род. 16 ноября 2001, Пинск, Брестская область) — белорусский футболист, полузащитник брестского «Динамо».

## Карьера

### «Волна» Пинск
Воспитанник футбольной академии пинской «Волны». Дебютировал за основную команду клуба футболист 12 июня 2019 года в матче Кубка Белоруссии против «Горок», выйдя на поле в стартовом составе. Дебютный матч в чемпионате футболист сыграл 29 июня 2019 года в матче против «Лиды», выйдя на замену на 74 минуте. В своём дебютном сезоне футболист результативным действиями не отличился, оставаясь игроком замены. В январе 2020 года футболист подписал с пинским клубом новый трёхлетний контракт. Дебютный гол за клуб футболист забил 2 мая 2020 года в матче против клуба «Ошмяны-БГУФК» футболист забил свой дебютный гол и отличился результативной передачей. В матче 13 июня 2020 года против минских «Крумкачей» футболист отличился забитым дублем. На протяжении сезона футболист был одним из ключевых игроков клуба, отличившись 4 забитыми голами и 4 результативными передачами.
Первый матч в новом сезоне футболист сыграл 18 апреля 2021 года в матче против бобруйской «Белшины», выйдя на поле в стартовом составе. В следующем матче 25 апреля 2021 года против петриковского «Шахтёра» футболист отличился своим первым в сезоне забитым голом. На протяжении сезона футболист оставался в клубе в роли одного из ключевых игроков, отличившись 5 забитыми голами и 4 результативными передачами. По итогу сезона футболист вместе с клубом завершил чемпионат на итоговом четвёртом месте в турнирной таблице. К следующему сезону 2022 года футболист также начинал готовиться с основной командой. Первым забитым голом футболист в сезоне футболист отличился 15 мая 2022 года в матче против гомельского  «Локомотива». Однако сам футболист нат протяжении сезона стал чаще выходить на поле со скамейки запасных, отличившись 3 забитыми голами и 4 результативными передачами.

### «Динамо-Брест»
В январе 2023 года футболист находился в распоряжении брестского «Динамо», в котором проходил просмотр. В феврале 2023 года футболист официально стал игроком брестского клуба, с которым подписал двухлетний контракт. Дебютировал за клуб футболист 18 марта 2023 года в матче против жодинского «Торпедо-БелАЗ», выйдя на поле в стартовом составе. Дебютный гол за клуб футболист забил 23 апреля 2023 года в матче против борисовского БАТЭ, также став первым игроком брестского клуба, который отличился взятием ворот. На протяжении сезона футболист был в основной команде клуба одним из ключевых игроков, отличившись 3 забитыми голами и 4 результативными передачами. По итогу сезона футболист вместе с клубом завершил чемпионат на итоговом десятом месте.
Новый сезон за клуб футболист начал 15 марта 2024 года с матча против «Ислочи», выйдя на поле в стартовом составе. Первым в сезоне забитым голом за клуб футболист отличился 4 мая 2024 года в матче против дзержинского «Арсенала».